# Bilderbergconferentie 2014
De Bilderbergconferentie van 2014 werd gehouden van 29 mei tot en met 1 juni 2014 in het Marriotthotel in de Deense hoofdstad Kopenhagen. Het was de 62ste conferentie.
Hieronder zijn de agenda en de namen van de deelnemers vermeld. Achter de naam van de opgenomen deelnemers staat de hoofdfunctie die ze op het moment van uitnodiging uitoefenden.

## Agenda
- Is the economic recovery sustainable? (Is het economisch herstel duurzaam?)
- Who will pay for the demographics? (Wie gaat er betalen voor de demografie?)
- Does privacy exist? (Bestaat privacy?)
- How special is the relationship in intelligence sharing? (Hoe bijzonder is de onderlinge relatie bij het delen van inlichtingen?)
- Big shifts in technology and jobs (Grote verschuivingen in technologie en werkgelegenheid)
- The future of democracy and the middle class trap (De toekomst van de democratie en het gevaar van de middenklasse)
- China’s political and economic outlook (Politieke en economische vooruitzichten van China)
- The new architecture of the Middle East (De nieuwe inrichting van het Midden-Oosten)
- Ukraine (Oekraïne)
- What next for Europe? (Wat is de toekomst voor Europa?)
- Current events (Actuele zaken)

## Deelnemers
| Land                | Naam                                    | Functie                                                                                               |
| ------------------- | --------------------------------------- | --- |
| Frankrijk           | Castries, Henri de                      | Voorzitter Bilderbergconferentie en CEO van AXA Groep                                                 |
| Duitsland           | Achleitner, Paul M.                     | Voorzitter van de Raad van Commissarissen, Deutsche Bank AG                                           |
| Duitsland           | Ackermann, Josef                        | Voormalig CEO, Deutsche Bank AG                                                                       |
| Verenigd Koninkrijk | Agius, Marcus                           | Niet-uitvoerend voorzitter, PA Consulting Group                                                       |
| Finland             | Alahuhta, Matti                         | Lid van de Raad, KONE; Voorzitter, Aalto University Foundation                                        |
| Verenigd Koninkrijk | Alexander, Helen                        | Voorzitter, UBM plc                                                                                   |
| Verenigde Staten    | Alexander, Keith B.                     | Voormalig Commandant, US Cyber Command; Voormalig directeur, National Security Agency                 |
| Verenigde Staten    | Altman, Roger C.                        | Executive Chairman, Evercore                                                                          |
| Finland             | Apunen, Matti                           | Directeur, Finse Business and Policy Forum EVA                                                        |
| Duitsland           | Asmussen, Jörg                          | Staatssecretaris van Arbeid en Sociale Zaken                                                          |
| Hongarije           | Bajnai, Gordon                          | Oud-premier; partijleider Samen 2014                                                                  |
| Verenigd Koninkrijk | Balls, Edward M.                        | schaduwminister van Financiën                                                                         |
| Portugal            | Balsemão, Francisco Pinto               | Voorzitter, Impresa SGPS                                                                              |
| Frankrijk           | Baroin, François                        | Parlementslid (UMP); Burgemeester van Troyes                                                          |
| Frankrijk           | Baverez, Nicolas                        | Partner, Gibson, Dunn & Crutcher LLP                                                                  |
| Verenigde Staten    | Berggruen, Nicolas                      | Voorzitter, Berggruen Institute on Governance                                                         |
| Italië              | Bernabè, Franco                         | Voorzitter, FB Group SRL                                                                              |
| Denemarken          | Besenbacher, Flemming                   | Voorzitter, Carlsberg Group                                                                           |
| Nederland           | Beurden, Ben van                        | CEO, Royal Dutch Shell plc                                                                            |
| Zweden              | Bildt, Carl                             | Minister van Buitenlandse Zaken                                                                       |
| Noorwegen           | Brandtzæg, Svein Richard                | President en CEO, Norsk Hydro ASA                                                                     |
| INT                 | Breedlove, Philip M.                    | Supreme Allied Commander Europe                                                                       |
| Oostenrijk          | Bronner, Oscar                          | Uitgever, Der Standard Verlagsgesellschaft mbH                                                        |
| Zweden              | Buskhe, Håkan                           | President en CEO, Saab AB                                                                             |
| Turkije             | Çandar, Cengiz                          | Senior Columnist, Al Monitor en Radikal                                                               |
| Spanje              | Cebrián, Juan Luis                      | Executive Chairman, Grupo PRISA                                                                       |
| Frankrijk           | Chalendar, Pierre-André de              | Voorzitter en CEO, Saint-Gobain                                                                       |
| Canada              | Clark, W. Edmund                        | Group President en CEO, TD Bank Group                                                                 |
| INT                 | Cœuré, Benoît                           | Lid van de Raad van Bestuur, de Europese Centrale Bank                                                |
| Ierland             | Coveney, Simon                          | Minister van Landbouw, Voedsel en Visserij                                                            |
| Verenigd Koninkrijk | Cowper-Coles, Sherard                   | Senior adviseur van de Group Chairman en Group CEO, HSBC Holdings plc                                 |
| België              | Davignon, Etienne                       | Minister van staat                                                                                    |
| Verenigde Staten    | Donilon, Thomas E.                      | Senior Partner, O'Melveny en Myers; Voormalige Amerikaans National Security Advisor                   |
| Duitsland           | Döpfner, Mathias                        | CEO, Axel Springer SE                                                                                 |
| Verenigd Koninkrijk | Dudley, Robert                          | Group Chief Executive, BP plc                                                                         |
| Finland             | Ehrnrooth, Henrik                       | Voorzitter, Caverion Corporation, Otava en Pöyry PLC                                                  |
| Italië              | Elkann, John                            | Voorzitter, FIAT SpA                                                                                  |
| Duitsland           | Enders, Thomas                          | CEO, Airbus Group                                                                                     |
| Denemarken          | Federspiel, Ulrik                       | Executive Vice President, Haldor Topsøe A / S                                                         |
| Verenigde Staten    | Feldstein, Martin S.                    | Hoogleraar Economie, Harvard-universiteit; President Emeritus, NBER                                   |
| Canada              | Ferguson, Brian                         | President en CEO, Cenovus Energy Inc                                                                  |
| Verenigd Koninkrijk | Flint, Douglas J.                       | Group Chairman, HSBC Holdings plc                                                                     |
| Spanje              | García-Margallo, José Manuel            | Minister van Buitenlandse Zaken en Samenwerking                                                       |
| Verenigde Staten    | Gfoeller, Michael                       | Onafhankelijk adviseur                                                                                |
| Turkije             | Göle, Nilüfer                           | Hoogleraar sociologie, École des hautes études en sciences sociales                                   |
| Verenigde Staten    | Greenberg, Evan G.                      | Chairman en CEO van ACE Group                                                                         |
| Verenigd Koninkrijk | Greening, Justine                       | Staatssecretaris voor Internationale Ontwikkeling                                                     |
| Nederland           | Halberstadt, Victor                     | Hoogleraar Economie, Universiteit Leiden                                                              |
| Verenigde Staten    | Hockfield, Susan                        | President Emerita, Massachusetts Institute of Technology                                              |
| Noorwegen           | Høegh, Leif O.                          | Voorzitter, Höegh Autoliners AS                                                                       |
| Noorwegen           | Høegh, Westye                           | Senior Advisor, Höegh Autoliners AS                                                                   |
| Verenigde Staten    | Hoffman, Reid                           | Mede-oprichter en Executive Chairman, LinkedIn                                                        |
| China               | Huang, Yiping                           | Hoogleraar Economie, Nationale School voor Ontwikkeling, Universiteit van Peking                      |
| Verenigde Staten    | Jackson, Shirley Ann                    | Voorzitter, Rensselaer Polytechnic Institute                                                          |
| Verenigde Staten    | Jacobs, Kenneth M.                      | Voorzitter en CEO, Lazard                                                                             |
| Verenigde Staten    | Johnson, James A.                       | Voorzitter, Johnson Capital Partners                                                                  |
| Verenigde Staten    | Karp, Alex                              | CEO, Palantir Technologies                                                                            |
| Verenigde Staten    | Katz, Bruce J.                          | Vice President en Co-Director, Metropolitan Policy Program, The Brookings Institution                 |
| Canada              | Kenney, Jason T.                        | Minister van Werkgelegenheid en Sociale Ontwikkeling                                                  |
| Verenigd Koninkrijk | Kerr, John                              | Vicevoorzitter, Scottish Power                                                                        |
| Verenigde Staten    | Kissinger, Henry A.                     | Voorzitter, Kissinger Associates, Inc                                                                 |
| Verenigde Staten    | Kleinfeld, Klaus                        | Chairman en CEO van Alcoa                                                                             |
| Turkije             | Koç, Mustafa                            | Voorzitter, Koç Holding AS                                                                            |
| Denemarken          | Kragh, Steffen                          | President en CEO, Egmont Group                                                                        |
| Verenigde Staten    | Kravis, Henry R.                        | Co-voorzitter en mede-CEO, Kohlberg Kravis Roberts & Co.                                              |
| Verenigde Staten    | Kravis, Marie-Josée                     | Senior Fellow en vicevoorzitter, Hudson Institute                                                     |
| Zwitserland         | Kudelski, André                         | Voorzitter en CEO, Kudelski Group                                                                     |
| INT                 | Lagarde, Christine                      | Managing Director, Internationaal Monetair Fonds (IMF)                                                |
| België              | Leysen, Thomas                          | Voorzitter van de Raad van Bestuur van KBC Groep NV                                                   |
| Verenigde Staten    | Li, Cheng                               | Directeur, John L. Thornton China Center, The Brookings Institution                                   |
| Zweden              | Lifvendahl, Tove                        | Politiek hoofdredacteur, Svenska Dagbladet                                                            |
| China               | Liu, He                                 | Minister, Centraal Bureau van de centrale bestuursgroep van Financiële en Economische Zaken           |
| Portugal            | Macedo, Paulo                           | Minister van Volksgezondheid                                                                          |
| Frankrijk           | Macron, Emmanuel                        | Plaatsvervangend secretaris-generaal van de president                                                 |
| Italië              | Maggioni, Monica                        | Editor-in-Chief, Rainews24, RAI TV                                                                    |
| Verenigd Koninkrijk | Mandelson, Peter                        | Voorzitter, Global Counsel LLP                                                                        |
| Verenigde Staten    | McAfee, Andrew                          | Principal Research Scientist, Massachusetts Institute of Technology                                   |
| Portugal            | Medeiros, Inês de                       | Parlementslid, Socialistische Partij                                                                  |
| Verenigd Koninkrijk | Micklethwait, John                      | Editor-in-Chief, The Economist                                                                        |
| Griekenland         | Mitsotaki, Alexandra                    | Voorzitter, ActionAid Hellas                                                                          |
| Italië              | Monti, Mario                            | Senator voor het leven; Voorzitter, de Bocconi-universiteit                                           |
| Verenigde Staten    | Mundie, Craig J.                        | Senior adviseur van de CEO, Microsoft Corporation                                                     |
| Canada              | Munroe-Blum, Heather                    | Professor of Medicine en Principal (voorzitter) Emerita, McGill University                            |
| Verenigde Staten    | Murray, Charles A.                      | WH Brady Scholar, American Enterprise Institute for Public Policy Research                            |
| Nederland           | Nederlanden, H.K.H. Prinses Beatrix der | Koningin van Nederland                                                                                |
| Spanje              | Nin Génova, Juan María                  | Vicevoorzitter en CEO, CaixaBank                                                                      |
| Frankrijk           | Nougayrède, Natalie                     | Director en Executive Editor, Le Monde                                                                |
| Denemarken          | Olesen, Søren-Peter                     | Professor; Lid van de Raad van Bestuur, de Carlsberg Foundation                                       |
| Finland             | Ollila, Jorma                           | Voorzitter, Royal Dutch Shell, plc; Voorzitter, Outokumpu Plc                                         |
| Turkije             | Oran, Umut                              | Vicevoorzitter, de Republikeinse Volkspartij (CHP)                                                    |
| Verenigd Koninkrijk | Osborne, George                         | Minister van Financiën                                                                                |
| Frankrijk           | Pellerin, Fleur                         | Staatssecretaris voor Buitenlandse Handel                                                             |
| Verenigde Staten    | Perle, Richard N.                       | Resident Fellow, American Enterprise Institute                                                        |
| Verenigde Staten    | Petraeus, David H.                      | Voorzitter, KKR Global Institute                                                                      |
| Canada              | Poloz, Stephen S.                       | Gouverneur, Bank of Canada                                                                            |
| INT                 | Rasmussen, Anders Fogh                  | Secretaris-generaal van de NAVO                                                                       |
| Denemarken          | Rasmussen, Jørgen Huno                  | Voorzitter van de Raad van Toezicht, de Lundbeck Foundation                                           |
| INT                 | Reding, Viviane                         | Vicevoorzitter en commissaris voor Justitie, grondrechten en burgerschap, Europese Commissie          |
| Verenigde Staten    | Reed, Kasim                             | Burgemeester van Atlanta                                                                              |
| Canada              | Reisman, Heather M.                     | Voorzitter en CEO, Indigo Books & Music Inc                                                           |
| Noorwegen           | Reiten, Eivind                          | Voorzitter, Klaveness Marine Holding AS                                                               |
| Duitsland           | Röttgen, Norbert                        | Voorzitter commissie buitenlandse zaken, Duitse Bondsdag                                              |
| Verenigde Staten    | Rubin, Robert E.                        | Co-Chair, Council on Foreign Relations; Voormalig minister van Financiën                              |
| Verenigde Staten    | Rumer, Eugene                           | Senior Associate en Directeur, Rusland en Eurazië Program, Carnegie Endowment for International Peace |
| Noorwegen           | Rynning-Tønnesen, Christian             | President en CEO, Statkraft AS                                                                        |
| Nederland           | Samsom, Diederik M.                     | Fractievoorzitter PvdA (Partij van de Arbeid)                                                         |
| Verenigd Koninkrijk | Sawers, John                            | Chief, Secret Intelligence Service                                                                    |
| Nederland           | Scheffer, Paul J.                       | Auteur; Hoogleraar Europese Studies, Universiteit van Tilburg                                         |
| Nederland           | Schippers, Edith                        | Minister van Volksgezondheid, Welzijn en Sport                                                        |
| Verenigde Staten    | Schmidt, Eric E.                        | Executive Chairman, Google Inc.                                                                       |
| Oostenrijk          | Scholten, Rudolf                        | CEO, Oesterreichische Kontrollbank AG                                                                 |
| Verenigde Staten    | Shih, Clara                             | CEO en oprichter, Hearsay Social                                                                      |
| Finland             | Siilasmaa, Risto K.                     | Voorzitter van de Raad van Bestuur en CEO ad interim, Nokia Corporation                               |
| Spanje              | Spanje, H.M. Koningin Sophia van        | Koningin van Spanje                                                                                   |
| Verenigde Staten    | Spence, A. Michael                      | Hoogleraar Economie, New York-universiteit                                                            |
| Finland             | Stadigh, Kari                           | President en CEO, Sampo plc                                                                           |
| Verenigde Staten    | Summers, Lawrence H.                    | Charles W. Eliot universiteitshoogleraar, Harvard University                                          |
| Ierland             | Sutherland, Peter D.                    | Voorzitter, Goldman Sachs International; Speciale VN-vertegenwoordiger voor Migratie                  |
| Zweden              | Svanberg, Carl-Henric                   | Voorzitter, AB Volvo en BP plc                                                                        |
| Turkije             | Taftalı, A. Ümit                        | Lid van de Raad, Suna en Inan Kiraç Foundation                                                        |
| Verenigde Staten    | Thiel, Peter A.                         | Voorzitter, Thiel Capital                                                                             |
| Denemarken          | Topsøe, Henrik                          | Voorzitter, Haldor Topsøe A / S                                                                       |
| Griekenland         | Tsoukalis, Loukas                       | Voorzitter, Helleense Stichting voor Europees en buitenlands beleid                                   |
| Noorwegen           | Ulltveit-Moe, Jens                      | Oprichter en CEO, Umoe AS                                                                             |
| INT                 | Üzümcü, Ahmet                           | Directeur-generaal Organisatie voor het Verbod op Chemische Wapens                                    |
| Zwitserland         | Vasella, Daniel L.                      | Erevoorzitter, Novartis International                                                                 |
| Finland             | Wahlroos, Björn                         | Voorzitter, Sampo plc                                                                                 |
| Zweden              | Wallenberg, Jacob                       | Voorzitter, Investor AB                                                                               |
| Zweden              | Wallenberg, Marcus                      | Voorzitter van de Raad van Bestuur, Skandinaviska Enskilda Banken AB                                  |
| Verenigde Staten    | Warsh, Kevin M.                         | Distinguished Visiting Fellow en docent, Stanford University                                          |
| Verenigd Koninkrijk | Wolf, Martin H.                         | Chief Economics Commentator, The Financial Times                                                      |
| Verenigde Staten    | Wolfensohn, James D.                    | Voorzitter en CEO, Wolfensohn & Company                                                               |
| Nederland           | Zalm, Gerrit                            | Voorzitter van de Raad van Bestuur van ABN AMRO Group N.V.                                            |
| Griekenland         | Zanias, George                          | Voorzitter van de Raad, Nationale Bank van Griekenland                                                |
| Verenigde Staten    | Zoellick, Robert B.                     | Voorzitter Raad van International Advisors, The Goldman Sachs Group                                   |

1954 ·
1955 (1) ·
1955 (2) ·
1956 ·
1957 (1) ·
1957 (2) ·
1958 ·
1959 ·
1960 ·
1961 ·
1962 ·
1963 ·
1964 ·
1965 ·
1966 ·
1967 ·
1968 ·
1969 ·
1970 ·
1971 ·
1972 ·
1973 ·
1974 ·
1975 ·
(1976) ·
1977 ·
1978 ·
1979 ·
1980 ·
1981 ·
1982 ·
1983 ·
1984 ·
1985 ·
1986 ·
1987 ·
1988 ·
1989 ·
1990 ·
1991 ·
1992 ·
1993 ·
1994 ·
1995 ·
1996 ·
1997 ·
1998 ·
1999 ·
2000 ·
2001 ·
2002 ·
2003 ·
2004 ·
2005 ·
2006 ·
2007 ·
2008 ·
2009 ·
2010 ·
2011 ·
2012 ·
2013 ·
2014 ·
2015 ·
2016 ·
2017 ·
2018 ·
2019 ·
2020 ·
2021 ·
2022 ·
2023